# Monastère de la Grande-Laure de l'Athos
Le monastère de la Grande-Laure (en grec moderne : Μονή Μεγίστης Λαύρας, Moní Meyístis Lávras) ou Grande Laure de saint Athanase est le plus grand et le plus ancien des vingt monastères orthodoxes de la communauté monastique du mont Athos dont il occupe la première place dans le classement hiérarchique.
Situé à l'extrémité sud-est de la péninsule, il est dédié à saint Athanase l'Athonite, le fondateur du monastère, le premier de la République monastique, dont la fête votive est le 7 juillet.
La skite roumanophone du Saint-Précurseur (en) (Prodrome), ainsi que les skites hellénophones de Kapsokalývia, de Sainte-Anne (en) et de la petite skite Sainte-Anne (en) sont placées sous sa dépendance.
En 2000, il comptait 362 moines.

## Histoire
Le monastère a été fondé en 963 par saint Athanase l'Athonite, avec le soutien de l'empereur Nicéphore II Phocas.

## Architecture

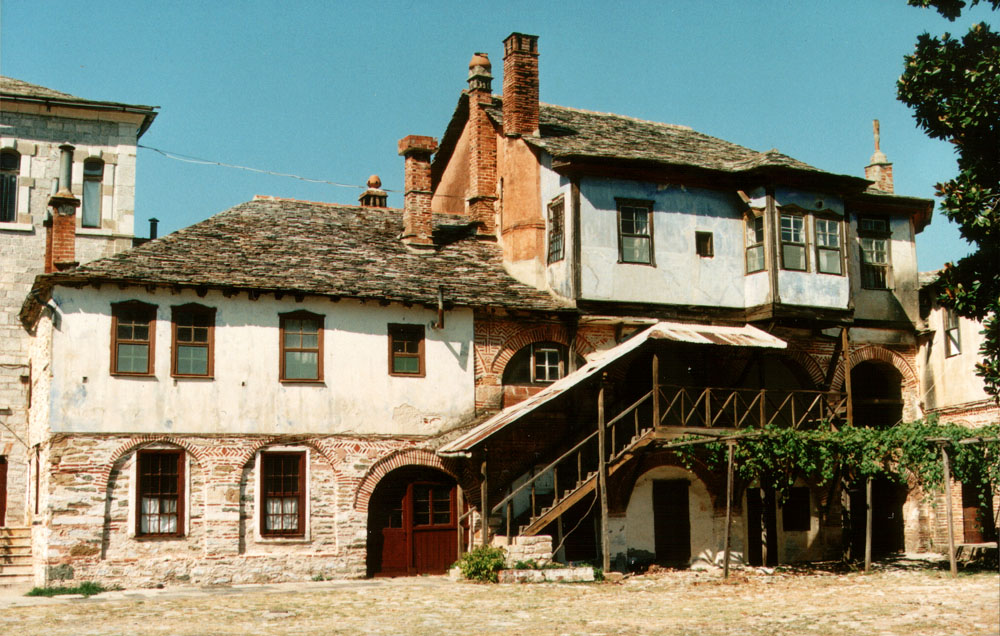
Un autre bâtiment du monastère

Le monastère est construit sous la forme d'une petite ville médiévale fortifiée, cernée d'une enceinte comportant quinze tours, à l'intérieur de laquelle se trouvent 37 chapelles.
Le catholicon (l'église principale), a été parmi les premiers édifices construits. Il s'agit d'une église en dôme à quatre colonnes, qui a été modifiée au fil du temps pour arriver à la forme d'une croix. L'édifice a été initialement dédiée à l'Annonciation de la Sainte Mère de Dieu, mais au XVe siècle la dédicace est passée à Saint-Athanase, dont le tombeau est situé dans la « Chapelle des quarante martyrs » qui se trouve à côté du narthex.
Face au catholicon, se trouve un cyprès qui aurait été planté par saint Athanase lui-même, l'année de la fondation du monastère en 963.

## Patrimoine artistique
La bibliothèque du monastère contient 2 046 manuscrits, 165 codex et 30 000 livres imprimés.
Manuscrits :
- Codex Coislinianus
- Codex Athous Lavrentis
- Onciale 049